# Aedes fitchii
Aedes fitchii är en tvåvingeart som först beskrevs av Ephraim Porter Felt och Young 1904.  Aedes fitchii ingår i släktet Aedes och familjen stickmyggor. Inga underarter finns listade i Catalogue of Life.